# アルブレヒト4世 (メクレンブルク公)
アルブレヒト4世（ドイツ語：Albrecht IV, 1363年以前 - 1388年12月24/31日）は、メクレンブルク公（在位：1383年 - 1388年）。

## 生涯
アルブレヒト4世はメクレンブルク公ハインリヒ3世とインゲボー・ア・ダンマーク（デンマーク王ヴァルデマー4世の娘）の息子である。
デンマーク王ヴァルデマー4世の死後にデンマーク王位の継承を主張したが、王位には従兄弟オーロフ2世がついた。
1383年に父ハインリヒ3世が死去した後、叔父アルブレヒト3世、マグヌス1世および従兄弟ヨハン4世と共にメクレンブルク公領を支配した。
ホルシュタイン＝レンズブルク伯ニコラウスの娘エリーザベトと結婚したが、1388年12月に死去した。1404年に寡婦エリーザベトはザクセン＝ラウエンブルク公エーリヒ5世と再婚した。